# Manfredi (Argentine)
Manfredi est une localité du département de Río Segundo, dans la province de Córdoba en Argentine. 
Elle est située à 55 km au sud-est de Córdoba, à 309 m d'altitude. 
Au recensement de 2001, Manfredi comptait 848 habitants.

## Histoire
Manfredi tient son nom de Santos Manfredi, un immigrant corse qui fit fortune dans l'exploitation céréalière et qui divisa un vaste territoire agricole qu'il avait acquis dans la région en 1903.

## Géographie
Le village est situé dans une zone de plaines. Son climat est tempéré, avec des étés doux et des hivers froids mais non rigoureux. Les précipitations atteignent 700 à 800 mm par an, surtout concentrées en été et au début de l'automne.

## Économie
La grande majorité du territoire de Manfredi est utilisé à des fins agricoles. On y trouve aussi une station expérimentale de l'Institut national de technologie agricole (Instituto Nacional de Tecnología Agropecuaria), fondée en 1956 sur des terres cédées par Santos Manfredi.